# Mushin
Mushin est une zone de gouvernement local de l'État de Lagos au Nigeria.
Elle se situe plus précisément dans la banlieue nord de Lagos à 10 km au nord du centre-ville.